# فدراسیون دو و میدانی کنیا
فدراسیون دو و میدانی کنیا (انگلیسی: Athletics Kenya) سازمان اداره کننده ورزش دو و میدانی در کشور کنیا است.
این فدراسیون که در سال ۱۹۵۱ تأسیس شده مقر آن در شهر نایروبی قرار دارد.